# Denicé
Denicé är en kommun i departementet Rhône i regionen Auvergne-Rhône-Alpes i östra Frankrike. Kommunen ligger i kantonen Gleizé som tillhör arrondissementet Villefranche-sur-Saône. År 2022 hade Denicé 1 574 invånare.

## Befolkningsutveckling
Antalet invånare i kommunen Denicé
| Referens: INSEE |